# Pericoma biramus
Pericoma biramus är en tvåvingeart som beskrevs av Quate 1955. Pericoma biramus ingår i släktet Pericoma och familjen fjärilsmyggor. Inga underarter finns listade i Catalogue of Life.